# 천안국제초단편영화제
천안국제초단편영화제는 2018년부터 한국영화인총연합회 천안지부가 주최하고 천안시가 후원하는 5분이내의 초단편으로 이루어진 영화제이다.